# Хоулдинг, Джон
Джон Хо́улдинг (англ. John Houlding; 1833—1902) — бизнесмен, мэр Ливерпуля рубежа XIX—XX веков, основатель футбольного клуба «Ливерпуль», член Оранжевого Ордена.

## Основные достижения
Хоулдинг организовал своё дело в конце XIX века — он владел пивоварней, которая обеспечивала достаточный доход всю его жизнь. Он был избран в Городской совет Ливерпуля в качестве представителя Консервативной партии от округа Эвертон, а в 1897 году стал мэром города. Одно из его достижений — создание в 1892 году футбольного клуба «Ливерпуль», впоследствии ставшего одним из наиболее успешных клубов Англии и самым успешным английским клубом на европейской арене. Но прежде Хоулдинг оказал влияние на историю главного соперника «Красных» — «Эвертона».
В 1882 году новые правила проведения матчей вынудили «Эвертон» искать себе закрытую площадку (до этого команда проводила матчи в ливерпульском Стэнли Парке). На собрании в отеле «Сэндон», принадлежавшем Хоулдингу, было решено арендовать поле на Прайори Роуд. Однако спустя какое-то время владелец поля, которому не нравилось, что в дни матчей болельщики слишком шумят, попросил команду покинуть его, и Хоулдинг за небольшую сумму арендовал участок земли на Энфилд Роуд у своего друга Джона Оррела, также пивовара. Первый матч на «Энфилде» был сыгран 28 сентября 1884 года — «Эвертон» обыграл «Эрлстаун» со счётом 5:0.
«Эвертон» постепенно «обжился» на стадионе: там были построены трибуны, на которых на каждую игру собирались около 8 тыс. болельщиков. В 1888 году команда стала основателем Футбольной лиги. Спустя какое-то время Хоулдинг стал всё больше вмешиваться в дела клуба, в частности вынудив игроков использовать отель «Сэндон» до и после матчей, а также серьёзно повысив арендную плату.
В 1891 году Джон Оррел пригрозил вернуть себе право на землю, и тогда Хоулдинг предложил основать компанию с ограниченной ответственностью и выкупить участок. Оррел хотел продать участок, но примыкающий к Энфилд Роуд участок принадлежал Хоулдингу, и он ожидал, что новая компания выкупит и эту землю.
Многие из членов клуба обвинили Хоулдинга в том, что он хочет нажиться за счёт «Эвертона». В январе 1892 года 279 членов клуба собрались, чтобы обсудить этот вопрос, а 12 марта 1892 года, на следующем заседании, Хоулдинг оказался в меньшинстве, и его оппонентами было принято решение, что «Эвертон» покинет «Энфилд» и будет искать себе новое поле. За 8 тыс. фунтов они купили Гудисон Парк, расположенный к северу от Стэнли Парка.
Хоулдинг, Оррел и их соратники остались со стадионом, но без команды, и Хоулдинг решил, что единственным выходом в данной ситуации будет основание нового футбольного клуба, что он и сделал, 15 марта 1892 года создав «Ливерпуль», который 1 сентября того же года провёл первый в своей истории матч — товарищескую встречу против «Роттерхэм Таун». Эту игру «Ливерпуль», в большинстве своём состоявший из собранных первым менеджером клуба Джоном Маккеной шотландцев (отсюда прозвище той команды — «Команда Маков»), выиграл со счётом 7:1. По сообщению газеты «Liverpool Daily Post», «Под аплодисменты публики советник Дж. Хоулдинг ударил по мячу». В тот день в составе команды вышли Росс, Ханна, Маклин, Келсо, Маккуин, Макбрайд, Уилли, Смит, Миллер, Маквин и Кельвин. Первый мяч нового клуба забил Маквин.